# Касумова, Зульгада Аллахверди кызы
Зульгада Аллахверди кызы Касумова (азерб. Zülqədə Allahverdi qızı Qasımova; 8 октября 1932, Нухинский район — 19 августа 2024, Шекинский район) — советский азербайджанский табаковод, Герой Социалистического Труда (1949).

## Биография
Родилась 8 октября 1932 года в селе Варазат Нухинского района Азербайджанской ССР (ныне Шекинский район Азербайджана).
С 1944 года колхозница, с 1948 года звеньевая колхоза «Шафак» (бывший имени Сафарова) Шамхорского района, с 1955 года на различных должностях в сельском хозяйстве. В 1948 году получила урожай табака сорта «Трапезонд» 25,5 центнеров с гектара на площади 3 гектара.
Указом Президиума Верховного Совета СССР от 1 июля 1949 года за получение в 1948 году высоких урожаев табака Касумовой Зульгаде Аллахверди кызы присвоено звание Героя Социалистического Труда с вручением ордена Ленина и золотой «медали Серп и Молот».
С 1976 года пенсионер союзного значения.
Скончалась 19 августа 2024 года в родном селе.